# ሠ
Cette page contient des caractères éthiopiques. En cas de problème, consultez Aide:Unicode ou testez votre navigateur.
ሠ (« çä ») est un caractère utilisé dans l'alphasyllabaire éthiopien comme symbole de base pour représenter les syllabes débutant par le son /s/.

## Usage
L'écriture éthiopienne est un alphasyllabaire ou chaque symbole correspond à une combinaison consonne + voyelle, organisé sur un symbole de base correspondant à la consonne et modifié par la voyelle. ሠ correspond à la consonne « ç » (ainsi qu'à la syllabe de base « çä »). Les différentes modifications du caractères sont les suivantes :
- ሠ : « çä », [sɛ]
- ሡ : « çu », [su]
- ሢ : « çi », [si]
- ሣ : « ça », [sa]
- ሤ : « çé », [sə]
- ሥ : « çe », [sɨ]
- ሦ : « ço », [so]
- ሧ : « çwa », [swa]

ሠ est le 5e symbole de base dans l'ordre traditionnel de l'alphasyllabaire.

## Historique

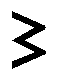
Caractère « s^{2} » de l'alphabet arabe méridional.

Le caractère ሠ est dérivé du caractère correspondant de l'alphabet arabe méridional.

## Représentation informatique
- Dans la norme Unicode, les caractères sont représentés dans la table relative à l'éthiopien[1] :
  - ሠ : U+1220, « syllabe éthiopienne çä »
  - ሡ : U+1221, « syllabe éthiopienne çou »
  - ሢ : U+1222, « syllabe éthiopienne çi »
  - ሣ : U+1223, « syllabe éthiopienne ça »
  - ሤ : U+1224, « syllabe éthiopienne çé »
  - ሥ : U+1225, « syllabe éthiopienne çe »
  - ሦ : U+1226, « syllabe éthiopienne ço »
  - ሧ : U+1227, « syllabe éthiopienne çwa »